# Bamble
Bamble este o comună din provincia Telemark, Norvegia.